# Manilkara elata
Manilkara elata, popularmente conhecido como maçaranduba e maçarandubeira, é uma árvore da família das sapotáceas, nativa do leste do Brasil.

## Etimologia
"Maçaranduba" é proveniente do termo tupi masarã'duwa.

## Utilização
Sua madeira vermelha, dura e resistente costuma ser utilizada em obras externas.